# 南非罗斯航空
罗斯航空（Rossair）是一家南非的航空公司，提供客運和貨運服務。

## 歷史
該公司成立於1956年，初期是服務企業和休閒市場

## 機隊
罗斯航空有以下機隊(2005年1月)：
- 4架DHC-6
- 1架龐巴迪里爾 35A
- 1架塞斯納208B 商隊-675
- 6架比奇 1900C
- 7架比奇 1900D
- 2架比奇超級空中王 200
- 1架比奇超級空中王 B200
- 1架比奇空中王 C90B